# Marcel Lomnický
Marcel Lomnický (Nitra, 6 de juliol de 1987) és un atleta eslovac, que competí en la modalitat de llançament de martell als Jocs Olímpics de Londres 2012.

## Millor marca
Actualitzat a 2 d'agost de 2014
| Disciplina            | Distància | Data              | Lloc                   |
| --------------------- | --------- | ----------------- | ---------------------- |
| Llançament de martell | 79.16 m   | 2 d'agost de 2014 | Nové Zámky, Eslovàquia |

## Resultats
| Any  | Competició                | Lloc                 | Posició | Resultat | Notes                          |
| ---- | ------------------------- | -------------------- | ------- | -------- | ------------------------------ |
| 2004 | Campionat del Món júnior  | Grosseto, Itàlia     | 17è (q) | 65.79 m  | martell (6 kg)                 |
| 2005 | Campionat d'Europa júnior | Kaunas, Lituània     | 8è      | 70.49 m  | llançament de martell (6 kg)   |
| 2006 | Campionat del Món júnior  | Pequín, RP Xina      | 3r      | 77.06 m  | llançament de martell (6 kg)   |
| 2007 | Campionat d'Europa sub-23 | Debrecen, Hongria    | 3r      | 72.17 m  |                                |
| 2009 | Campionat d'Europa sub-23 | Kaunas, Lituània     | 6è      | 70.59 m  |                                |
| 2009 | Universíades              | Belgrad, Sèrbia      | 8è      | 70.37 m  |                                |
| 2010 | Campionat d'Europa        | Barcelona, Catalunya | 24è (q) | 68.22 m  |                                |
| 2011 | Universíades              | Shenzhen, RP Xina    | 2n      | 73.90 m  |                                |
| 2011 | Campionat del Món         | Daegu, Corea del Sud | 21è (q) | 72.68 m  |                                |
| 2012 | Campionat d'Europa        | Hèlsinki, Finlàndia  | 11è     | 73.41 m  |                                |
| 2012 | Jocs Olímpics             | Londres, Anglaterra  | 15è (q) | 74.00 m  |                                |
| 2013 | Universíades              | Kazan, Rússia        | 2n      | 78.73 m  |                                |
| 2013 | Campionat del Món         | Moscou, Rússia       | 8è      | 77.53 m  |                                |
| 2014 | Campionat d'Europa        | Zúric, Suïssa        | 7è      | 76.89 m  |                                |
| 2015 | Campionat del Món         | Pequín, RP Xina      | 8è      | 75.79 m  |                                |
| 2015 | Jocs Europeus             | Bakú, Azerbaidjan    | 1r      | 75.41 m  | equip mix amb Martina Hrašnová |